# Секретные агенты
Секретные агенты (англ. M.I. High) — британский криминальный телесериал «Би-би-си» о приключениях детей-шпионов. Был создан для «Би-би-си» независимой продюсерской компанией Kudos, снявшей также шпионскую драму «Призраки». Этим работам сопутствовал успех серий книг и фильмов о молодом Бонде и Alex Rider. «Секретные агенты» снят в формате высокой чёткости, был показан на телеканале CBBC и выходил на BBC One и BBC Two. Сериал также был представлен на телеканале BBC HD. В Австралии сериал часто показывался на канале ABC3. По состоянию на октябрь 2012 начались повторные показы сериала каналом Watch многоканального вещателя UKTV.

## Описание сюжета
Сериал рассказывает о приключениях четверых учащихся средней школы, являющихся работающими под прикрытием шпионами, а главные события разворачиваются в школе Сент-Хоуп, где под зданием находится штаб молодых агентов MI9. Шпионов возглавляет агент MI9 Фрэнк Лондон, работающий под видом школьного сторожа. Прикрытие остальных агентов провалилось и остаются только те, кто ещё не раскрыты и всё ещё обучаются и учатся в школе. Чтобы добраться до своей базы, находящейся в 230 футах под школой, они пользуются сканером отпечатков пальцев под электрическим выключателем света. Войдя в кладовую сторожа, они тянут за метлу, активируя тем самым скоростной лифт в полу, который изменяет одежду и причёски шпионов. Личность главных злодеев — Гранд-мастера в 1—5 сезонах и Mastermind в 6—7 сезонах, остаётся загадкой сериала. Команда должна постоянно спасать мир от господства различных антагонистов, скрывать шпионские личности от учителей и сверстников, и делать свои школьные задания.

## Производство
Продюсер сериала, Керри Эпплярд, раскрыл, что концепция возникла у сценариста Кейта Брамптона, которому пришла интересная идея о детях-шпионах и том, что им было бы трудно сохранять тайны. MI5 и MI6 не хотели, чтобы их названия фигурировали в телесериале и потому авторы сериала использовали название ныне несуществующей организации MI9, которая во время Второй мировой войны возглавляла тайны операции в Великобритании и за рубежом и создавала различные гаджеты. Продюсер Керри Эпплярд посчитал, что оно будет уместным, так как в сериале множество фантастических гаджетов.

## Агенты

### Роуз Гупта
Гениальный учёный, член программы «Дети-шпионы». Учится в школе Сент-Хоуп вместе со своими напарниками — Блейном и Дейзи. Роуз постоянно терпит издевательства одноклассников и упрёки со стороны родителей относительно «плохих» оценок. На протяжении первого сезона тайно влюблена в Стюарта. После второго сезона остаётся в команде. Роль исполняет Рейчел Петладвала.

### Блейн Уиттакер
Ученик школы Сент-Хоуп, мастер боевых искусств. Испытывает симпатию к Дейзи — партнёру по команде. Его лучший друг — Стюарт, который постоянно пытается обнаружить доказательства существования пришельцев, и, сам того не зная, часто помогает Блейну в миссиях. Известно, что у него есть старший брат. После второго сезона покидает команду, так как его и Дейзи переводят. Роль исполняет Мустафа Хусейн-Оглу.

### Дейзи Миллер
Дейзи привлекательная молодая особа, чья задача как агента МИ-9 внедрятся в тыл к врагам. Ленни называет её Светская львица, за способность работы под прикрытием. На протяжении первого сезона в неё был влюблен Стюарт. Отец Дейзи всегда очень занят, а её мать умерла и, поэтому Дейзи не хватает внимания, которое она всегда привлекает в школе Сент-Хоуп. Дейзи также симпатизирует Блейну, в третьем сезоне их переводят. Роль исполняет Белл Паули.

### Пришедшие в третьем сезоне

#### Кэрри Стюарт
Чемпионка по гимнастике, ученица Сент-Хоуп, участница программы «Дети-шпионы». С детства подготовлена физически и морально. Заменила Блейна как мастер боевых искусств. Также стала любимицей миссис Кинг. Роль Кэрри исполняет Шарлин Осуагву.

#### Оскар Коул
Бен Керфут исполняет роль Оскара Коула, секретного агента МИ-9. Мать Оскара — двойной агент, работающий на С. К. А. Л. Заменил Дейзи, после её ухода. Оскар знает 14 языков, специалист по наблюдению.

### Пришедшие в шестом сезоне
Дэн Морган
Дэн — мастер боевых искусств. Он всегда осторожно ведёт себя с незнакомыми людьми, так как они могут быть врагами. Легко и быстро разберётся с любыми преступниками. Роль исполняет Сэм Страйк.
Аниша Джонс
Она умная и добрая девушка. Аниша никогда не устаёт бороться с преступностью. Она, как и Дэн, прекрасно прекрасно маскируется. Роль исполняет Оиза Момох.
Том Таппер
Том — компьютерный гений. Он с лёгкостью взломает любой архив с информацией, сейф и систему безопасности. Роль исполняет Оскар Жак.
Зои (V.9.5.Z0E6)
Новый агент МИ-9, бывший агент С.К.А.Л (её создали, как секретное оружие). МИ-9 решают её переманить к себе, так как она отличный агент. Владеет боевыми искусствами. Роль исполняет Наташа Уотсон.

### Пришедшие в седьмом сезоне

#### Кери
Новый агент МИ-9. Как и откуда пришла — неизвестно. Очень похожа на Зои — тоже красный цвет волос. Роль исполняет Джулия Браун.

## Эпизоды
| Сезоны | Сезоны | Эпизодов | Дата выхода в эфир | Дата выхода в эфир |
| Сезоны | Сезоны | Эпизодов | Премьера сезона    | Финал сезона       |
| ------ | ------ | -------- | ------------------ | ------------------ |
|        | 1      | 10       | 8 января 2007      | 5 марта 2007       |
|        | 2      | 13       | 7 января 2008      | 24 марта 2008      |
|        | 3      | 13       | 5 января 2009      | 30 марта 2009      |
|        | 4      | 13       | 4 января 2010      | 15 марта 2010      |
|        | 5      | 13       | 10 января 2011     | 21 марта 2011      |
|        | 6      | 13       | 7 января 2013      | 25 марта 2013      |
|        | 7      | 13       | 13 января 2014     | 31 марта 2014      |

## Трансляция
| Страна                                       | Телесети                    | Транслируется под названием                                                 |
| -------------------------------------------- | --------------------------- | --------------------------------------------------------------------------- |
| Австралия                                    | ABC3                        |                                                                             |
| Бельгия                                      | Ketnet                      |                                                                             |
| Франция                                      | BBC France                  |                                                                             |
| Венгрия                                      | Cartoon Network             | Kémsuli                                                                     |
| Италия                                       | Rai Gulp                    | Scuola di spie (School of Spies)                                            |
| Мексика · Южная Америка                      | HBO Family                  | Escuela de espías                                                           |
| Норвегия                                     | NRK Super                   |                                                                             |
| Перу                                         | Yups Channel                | Escuela de espías                                                           |
| Польша                                       | Cartoon Network и Teletoon+ | S.A.W. Szkolna Agencja Wywiadowcza (School Intelligence Agency) и M.I. High |
| Арабский мир, Средний Восток, Африка, Европа | JeemTV                      | ثانوية الاستخبارات                                                          |
| Швеция                                       | Sveriges Television         |                                                                             |
| Турция                                       | Kidz TV                     | M.I. Lisesi                                                                 |
| США                                          | PBS                         |                                                                             |
| Великобритания                               | CBBC & Watch                |                                                                             |

- Также вещается в Азии через семейство каналов HBO[англ.].[17]

## Премии и номинации
На церемонии 2008 года сериал был удостоен премии Королевского телевизионного сообщества в категории «Драма для детей».
На церемонии 2009 года снова был номинирован в той же категории.